# Harpers Ferry (Iowa)
Harpers Ferry es una ciudad situada en el condado de Allamakee, Iowa, Estados Unidos. Tiene una población estimada, a mediados de 2022, de 262 habitantes.

## Geografía
La localidad está ubicada en las coordenadas 43°12′03″N 91°09′08″O / 43.20083, -91.15222 (43.200815, -91.152153). Según la Oficina del Censo de los Estados Unidos, tiene una superficie de 1.65 km², correspondientes en su totalidad a tierra firme.

## Demografía
Según el censo de 2020, en ese momento había 262 personas residiendo en la localidad. La densidad de población era de 158.79 hab./km². El 98.47% de los habitantes eran blancos, el 1.15% eran asiáticos y el 0.38% era de una mezcla de razas. No había hispanos o latinos viviendo en la zona.